# Florea (Feige)
Florea, auch Michurinska-10 oder Ali Pascha genannt, ist eine alte Feigensorte der Art Ficus carica, die in Bulgarien die am meisten angebaute Feigensorte ist. Die Sorte ist für ihren guten Geschmack, ihre große Winterhärte und guten Ertrag bekannt. 
Der Name Michurinska-10 wurde der Sorte erst vor gut 50 Jahren von Radka Serafimova während ihrer wissenschaftlichen Arbeit über Feigensorten in Bulgarien gegeben. Ali Pascha ist ein traditioneller Name für die Sorte und Florea ein in den USA der Sorte gegebener Name. Die Sorte wird auch in Rumänien, Serbien und Mazedonien angebaut. „Green Michurinska“ ist nicht mit Michurinska-10 identisch, sondern eine andere Feigensorte.

## Baum
Die Sorte Florea ist starkwüchsig. Das Blatt ist fünflappig und tief bis sehr tief eingeschnitten.

## Frucht
Die Sorte Florea ist jungfernfrüchtig, das heißt, sie trägt Feigen auch ohne Bestäubung durch die Feigengallwespe. Die Früchte reifen sehr früh, die Blühfeigen schon im Juni, die Haupternte, nämlich die Herbstfeigen, von Ende Juli bis in den Oktober hinein. Die Früchte sind tropfenförmig, nicht besonders groß und grünbraun bis violett. Das Fruchtfleisch ist orange bis himbeerfarben. Die Früchte sind von gutem, jedoch nicht außergewöhnlichem Geschmack.

## Winterhärte
Florea gilt als eine der winterhärtesten Feigensorten überhaupt. In Bulgarien wächst sie von der Schwarzmeerküste bis weit ins Inland, auch in der Nähe von Plowdiw, wo die Temperaturen im Winter recht tief sinken können. Bei starkem Frost erfrieren zuerst nur die dünneren Äste, dann die dickeren Äste und schließlich der Stamm. Der Wurzelstock überlebt normalerweise und bildet dann lange Bodentriebe aus, die schon im gleichen Jahr Früchte tragen können.